# Georgsheil

Ortsdurchfahrt (B210) in Georgsheil

Das Dorf Georgsheil gehört seit der Gemeindegebietsreform vom 1. Juli 1972 zum Ortsteil Uthwerdum der Gemeinde Südbrookmerland in Ostfriesland. Georgsheil gilt als Verkehrsknotenpunkt im Landkreis Aurich, da es ziemlich genau im Mittelpunkt des Städtedreiecks Aurich, Emden und Norden liegt.

## Geschichte
Um das Jahr 1840 gab es in Ostfriesland nur eine einzige Pflasterstraße die von Aurich nach Leer führte. Da nicht nur das Hannoversche Königshaus die Insel Norderney als Urlaubsort entdeckt hatte, begann man mit der Errichtung einer Chaussee von Emden nach Aurich und dem Abzweig nach Norden. Bis zu diesem Zeitpunkt musste nach jeder Durchfahrt des Königspaares der ungepflasterte Weg neu hergerichtet werden. In der Folge entstand in der Abzweigkehle Emden – Norden der Brookmerlander Hof und der Gasthof Uphoff (1841). Dort wurden zwei Gastwirtschaften, eine Bäckerei und ein Krämerladen eingerichtet. Von amtlicher Seite gab es zunächst Zweifel an der Wirtschaftlichkeit und die Konzession wurde nur schleppend erteilt. Es zeigte sich aber, dass bei den damaligen Reisegeschwindigkeiten die zentrale Lage im Dreieck Emden, Aurich und Norden fast zwingend für eine Rast und das Umspannen der Pferde war. Neben den sich ansiedelnden Geschäften wurden auch Wohnhäuser errichtet. Der Ort zog die Kaufkraft der damaligen Gemeinde Uthwerdum auf sich.
Der Ortsname Georgsheil wurde am 21. September 1844 vergeben und leitet sich vom hannoverschen König Georg ab. Diesem soll hier während einer Rast das Heil von der Geburt seines Sohnes verkündet worden sein. Anderen Quellen zufolge sollte der Zusatz Heil die Ergebenheit der Untertanen des Königs zum Ausdruck bringen.
Die im Dorf aufeinandertreffenden Straßen sind heute die B 72 (Cloppenburg – Aurich – Norddeich) und die B 210 (Emden – Aurich – Wilhelmshaven). Das erwähnte Haus in der Abzweigkehle Emden – Norden existiert noch heute und ist gestaltgebend für die heutige Einmündung der beiden Bundesstraßen.
Von 1883 bis 1906 erfolgte der Bau der Ostfriesischen Küstenbahn nach dem exakt gleichen Verbindungsschema. Die Bushaltestelle Bahnhof Georgsheil existiert noch heute und ist ein wichtiger Umsteigeknotenpunkt für Busfahrgäste zwischen Emden, Aurich und Norden.
Die verkehrsgünstige Lage des Bahnhofs war im Zweiten Weltkrieg Grundlage für die Einrichtung des KZ Engerhafe.

## Einwohnerentwicklung
Die Gemeinde Südbrookmerland weist in ihrer Einwohnerstatistik keine separaten Zahlen für das Dorf Georgsheil aus. Mit dem Stand vom 1. Juli 2012 hatte Georgsheil zusammen mit dem Nachbardorf Uthwerdum 1294 Einwohner (651 männlich, 643 weiblich).

## Wirtschaft und Infrastruktur

### Wirtschaft
Westlich von Georgsheil befindet sich an der Bundesstraße 210 ein großes Gewerbegebiet. Seit 2009 befindet sich dort das Gusszentrum Ostfriesland (GZO) der Enercon Gruppe. Somit wurde der Gleisanschluss in der Gemeinde seiner Verwendung zugeführt.
Von Bedeutung in früheren Zeiten war die Molkerei im Ort; damals eine der größten Ostfrieslands. Eine der ältesten Rinderbesamungsstationen hat ihren Sitz in Georgsheil. Die Station wurde bereits 1948 von Brookmerlander Landwirten gegründet und ist heute als Besamungs- und Embryotransferstation Georgsheil ein Standort des Vereins Ostfriesischer Stammviehzüchter (VOSt eG), der seinen Sitz in Leer hat. Die ET-Station hält ca. 200 schwarz- und rotbunte Bullen und hat eine Jahresproduktion von ca. 800.000 Dosen Bullensamen, die weltweit von Rinderzuchtbetrieben eingesetzt werden.

### Verkehr

Kreuzung von B 72 und B 210 im Jahr 2007

Georgsheil gilt als Verkehrsknotenpunkt im Landkreis Aurich, da es ziemlich genau im Mittelpunkt des Städtedreiecks Aurich, Emden und Norden liegt. In Georgsheil treffen die Bundesstraße 210 aus Richtung Emden und die B 72 aus Richtung Norden zusammen. Beide führen auf derselben Strecke, aber mit zwei Nummerierungen, weiter nach Aurich. Der Personenverkehr nach Norddeich, Norderney und Juist führt durch Georgsheil.
Georgsheil liegt an der Bahnstrecke Abelitz–Aurich. Güterverkehr gab es auf dieser Bahnstrecke bis 1996, anschließend wurden Weichen demontiert und die Strecke wuchs mit Gräsern und Sträuchern zu. In den vergangenen Jahren wurde stets über die Reaktivierung der Bahnstrecke für den Güterverkehr diskutiert, bis 2005 der Entschluss dazu fiel. Das entsprechende Planfeststellungsverfahren wurde im Mai 2006 eröffnet. Interesse an der Bahnstrecke hat insbesondere der Windenergieanlagenhersteller Enercon in Aurich, der per Bahn größere Teile von Windenergieanlagen in den Emder Hafen (zum Export) transportieren will. Derzeit führen die Transporte teilweise noch über Bundesstraßen, was zu Verkehrsproblemen führt. Auch der Verkehrsknoten Georgsheil dürfte von dieser Entlastung profitieren. Enercon hat eine Zuwendung von zwei Millionen Euro von den geplanten rund 7,5 Millionen Euro für die Reaktivierung der Strecke zugesagt. Die Strecke wurde am 4. April 2008 unter Teilnahme des damaligen niedersächsischen Ministerpräsidenten Christian Wulff feierlich wiedereröffnet.

### Öffentliche Einrichtungen

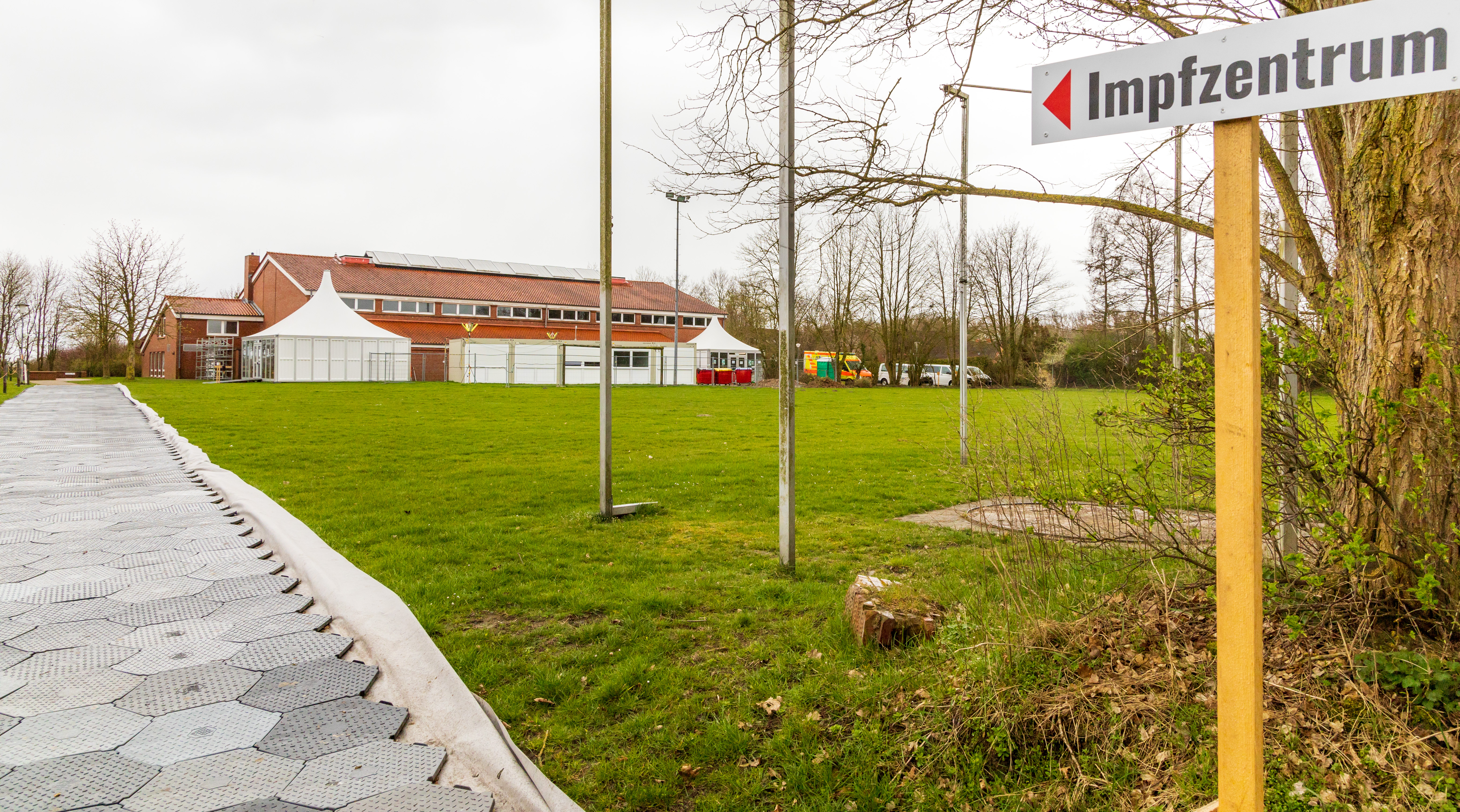
Das Impfzentrum in der Sporthalle Georgsheil

Nach dem Zusammenschluss der Kreise Aurich und Norden, wurde ein neues Feuerwehr-Ausbildungs-Zentrum (FAZ) im Industriegebiet errichtet. Hier werden Grundausbildung und weiterführende Lehrgänge für die Feuerwehren im Kreis Aurich angeboten. Auch die im selben Gebäude befindliche Feuerwehrtechnische Zentrale (FTZ) ist auf dem aktuellen Stand der Technik und steht allen Feuerwehren im Kreis Aurich für Reparaturen und den Ausrüstungstausch zur Verfügung.
Im Oktober 2013 wurde bekannt, dass der Landkreis Aurich und die Stadt Emden über eine gemeinsame Zentralklinik in Georgsheil nachdenken und die Machbarkeit prüfen wollen. Bei einem Bau einer gemeinsamen Klinik dort würden die beiden Standorte der Ubbo-Emmius-Klinik in Aurich und Norden sowie das Hans-Susemihl-Krankenhaus in Emden geschlossen. Im Juni 2017 wurde in einem Bürgerentscheid der Bau der Zentralklinik abgelehnt. 2019 wurde schließlich bei einem 2. Bürgerentscheid für das 814 Betten große Haus gestimmt, das seit November 2024 im benachbarten Uthwerdum in Bau ist und 2029 in Betrieb genommen werden soll.